# طلب العدالة (فلم)
طلب العدالة هو فيلم جريمة تم إنتاجه في إيطاليا والمملكة المتحدة وصدر في سنة 2011. من بطولة نيكولاس كيج وجانيوري جونز وهارولد بيريناو وجينيفر كاربنتر واكساندر بيركلي.

## القصة
تتعرض لورا (جانيوري جونز) زوجة المدرس ويل (نيكولاس كيدج) للاغتصاب، وتصبح حالتها يرثى لها، يظل ويل مستاء حتى يقابل سايمون (جاي بيرس) الذي يعرض عليه أن يلقي القبض على مغتصبي زوجته، وقتلهم، مقابل أن يساعده في القبض على تشكيل منظمة عصابية خطيرة ؛ لتطهير البلدة من الأشرار، واللصوص .

## الميزانية والإيرادات
بلغت تكلفة إنتاج الفيلم حوالي 30 مليون دولار بينما حقق إيرادات تقدر بـ 12355798 دولار.

## وصلات خارجية
- طلب العدالة على موقع IMDb (الإنجليزية)
- طلب العدالة على موقع ميتاكريتيك (الإنجليزية)
- طلب العدالة على موقع روتن توميتوز (الإنجليزية)
- طلب العدالة على موقع ألو سيني (الفرنسية)
- طلب العدالة على موقع أول موفي (الإنجليزية)
- طلب العدالة على موقع بوكس أوفيس موجو (الإنجليزية)
- طلب العدالة على موقع فيلمافينيتي (الإسبانية)
- طلب العدالة على موقع قاعدة بيانات الأفلام السويدية (السويدية)
- طلب العدالة على موقع قاعدة بيانات الفيلم (الإنجليزية)
- طلب العدالة على موقع ليتربوكسد (الإنجليزية)